# Sepulcidae
Famille
Sous-familles de rang inférieur
- † Ghilarellinae
- † Parapamphiliinae
- † Sepulcinae
- † Trematothoracinae
- † Xyelulinae

Les Sepulcidae forment une famille fossile d'insectes hyméoptères de la super-famille des Cephoidea

## Présentation
Les Sepulcidae sont une famille décrite et publiée par Rasnitsyn en 1968.
Ses fossiles ont principalement été découverts dans le Crétacé de Russie, dans la région de Transbaïkalie, située à l'est du lac Baïkal.
Cependant d'autres fossiles ont été ensuite trouvés dans le Mésozoïque dans différentes régions du monde (Mongolie, Chine, Kazakhstan, Kyrgyzstan, Inde, Allemagne, Espagne, Royaume-Uni et Brésil.

## Taxonomie
Plusieurs sous-familles et genres sont rattachés à cette famille :
- † Sepulenia
- † Xaxexis

† Ghilarellinae
- † Ghilarella
- † Meiaghilarella

† Parapamphiliinae
- † Micramphilius
- † Pamparaphilius
- † Parabakharius
- † Parapamphilius
- † Shurabisca

† Sepulcinae
- † Sepulca

† Trematothoracinae
- † Prosyntexis
- † Thoracotrema
- † Trematothorax

† Xyelulinae
- † Neoxyelula
- † Onokhoius
- † Xyelula

Le premier genre et genre type, Sepulca, a été décrit par Alexandr Pavlovich Rasnitsyn. Il a été nommé par son collègue et auteur de science-fiction Kirill Eskov d'après des entités fictives appelées « sépulkis », trouvées dans les romans de science-fiction de Stanislas Lem.